# Dračić
Dračić (cyr. Драчић) – wieś w Serbii, w okręgu kolubarskim, w mieście Valjevo. W 2011 roku liczyła 267 mieszkańców.